# Aree naturali protette dell'Emilia-Romagna
Le aree naturali protette dell'Emilia-Romagna iscritte nell'Elenco ufficiale delle aree naturali protette (6º aggiornamento, 2010) sono 48, così suddivise:
- 2 parchi nazionali, entrambi condivisi con la regione Toscana
- 1 parco interregionale
- 14 parchi naturali regionali
- 17 riserve naturali statali
- 14 riserve naturali regionali
- 2 aree naturali protette regionali di altra tipologia

Nella regione non sono presenti aree marine protette.

## Parchi nazionali
- EUAP1158 Parco nazionale dell'Appennino Tosco-Emiliano - condiviso con la Toscana
- EUAP0016 Parco nazionale delle Foreste Casentinesi, Monte Falterona e Campigna - condiviso con la Toscana

## Parchi naturali regionali
- EUAP0960 Parco regionale dell'Abbazia di Monteveglio (Appennino bolognese)
- EUAP0182 Parco regionale dell'Alto Appennino Modenese
- EUAP0177 Parco naturale regionale dei Boschi di Carrega (Provincia di Parma)
- EUAP0180 Parco regionale del Corno alle Scale
- EUAP0181 Parco regionale del Delta del Po (Emilia-Romagna) (vedi anche Parco interregionale Delta del Po)
- EUAP0184 Parco regionale storico di Monte Sole (Marzabotto, BO)
- EAUP0178 Parco regionale dei Gessi Bolognesi e Calanchi dell'Abbadessa
- EUAP0179 Parco regionale dei Sassi di Roccamalatina (valle del Panaro)
- EUAP0969 Parco naturale regionale del Sasso Simone e Simoncello (Montefeltro)
- EUAP0176 Parco fluviale regionale dello Stirone (Province di Parma e Piacenza)
- EUAP0961 Parco regionale dei laghi Suviana e Brasimone (Appennino bolognese)
- EUAP0175 Parco fluviale regionale del Taro
- EUAP0959 Parco regionale delle Valli del Cedra e del Parma
- EUAP0696 Parco Regionale della Vena del Gesso Romagnola

## Riserve naturali statali
- EUAP0076 Riserva naturale Badia Prataglia condivisa con la Toscana
- EUAP0060 Riserva naturale Bassa dei Frassini - Balanzetta (Mesola, FE)
- EUAP0061 Riserva naturale Bosco della Mesola
- EUAP0062 Riserva naturale Campigna
- EUAP0063 Riserva naturale Destra foce Fiume Reno
- EUAP0064 Riserva naturale Duna costiera di Porto Corsini
- EUAP0065 Riserva naturale Duna costiera ravennate e foce torrente Bevano
- EUAP0066 Riserva naturale Dune e isole della Sacca di Gorino
- EUAP0067 Riserva naturale Foce Fiume Reno
- EUAP0068 Riserva naturale Guadine Pradaccio (Provincia di Parma)
- EUAP0069 Riserva naturale Pineta di Ravenna
- EUAP0070 Riserva naturale Po di Volano
- EUAP0071 Riserva naturale Sacca di Bellocchio I (Ravenna)
- EUAP0072 Riserva naturale Sacca di Bellocchio II (Comacchio e Ravenna)
- EUAP0073 Riserva naturale Sacca di Bellocchio III (Comacchio)
- EUAP0074 Riserva naturale Salina di Cervia
- EUAP0075 Riserva naturale Sasso Fratino (Appennino forlivese)

## Riserve naturali regionali
- EUAP0264 Riserva naturale speciale di Alfonsine
- EUAP0256 Riserva naturale orientata Bosco della Frattona (Imola, BO)
- EUAP0257 Riserva naturale orientata Bosco di Scardavilla (Meldola, FC)
- EUAP0975 Riserva naturale orientata Cassa di espansione del Fiume Secchia
- EUAP0916 Riserva Naturale Contrafforte Pliocenico (Appennino bolognese)
- EUAP0976 Riserva naturale orientata Dune Fossili di Massenzatica (Mesola, FE)
- EUAP0258 Riserva naturale orientata Fontanili di Corte Valle Re (Campegine, RE)
- EUAP0260 Riserva naturale orientata di Monte Prinzera (Fornovo di Taro, PR)
- EUAP0261 Riserva naturale orientata di Onferno (Gemmano, RN)
- EUAP0262 Riserva naturale orientata Parma Morta
- EUAP0259 Riserva naturale geologica del Piacenziano
- EUAP1157 Riserva naturale orientata Rupe di Campotrera (Canossa, RE)
- EUAP0263 Riserva naturale regionale delle Salse di Nirano (Fiorano Modenese, MO)
- EUAP0265 Riserva naturale orientata di Sassoguidano (Pavullo nel Frignano, MO)
- Riserva naturale regionale dei Ghirardi - in attesa di inserimento nell'EUAP

## Altre aree naturali protette regionali
- EUAP0438 Oasi di Bianello
- EUAP0439 Oasi di Torrile